# 紅移巡天

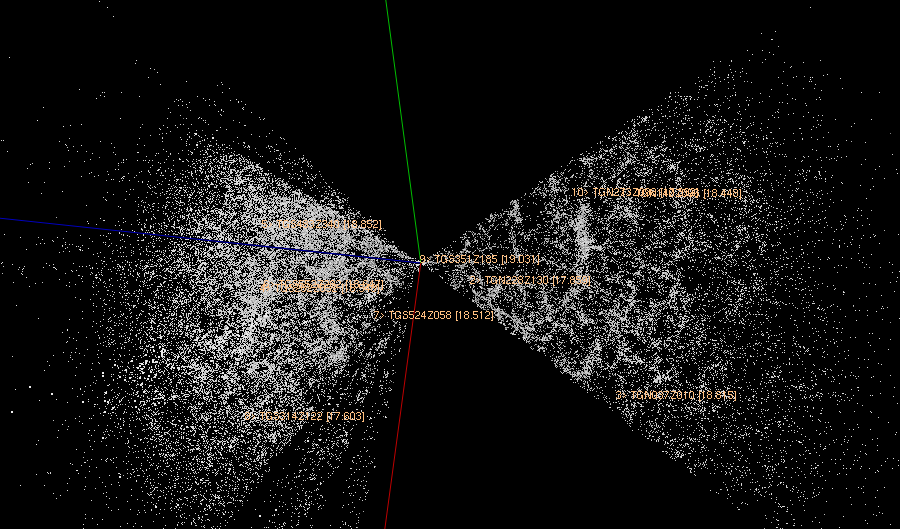
2度視場星系紅移巡天最精華的資料。

紅移巡天或星系巡天是天文學中對天空的部份進行天體紅移值的測量。依據哈伯定律，紅移可以用來計算天體與地球的距離。結合紅移和角度位置的數據，紅移巡天圖可以顯示天空中一定範圍內物質的立體分佈狀態。這些觀測被用來測量宇宙大尺度結構的性質。紅移巡天的檢測提供了大尺度構造戲劇化的內容：長城，一個廣達5億光年的超星系團，就是由紅移檢測出來的。
第一次紅移巡天是天文物理中心的紅移巡天，開始於1977年，至1982年完成最初的資料蒐集。
最值得重視的研究是現在還在進行的低紅移值巡天：2度視場星系紅移巡天和史隆數位巡天，而高紅移值的有深度2紅移巡天和VIMOS-VLT深度巡天（VVDS）。
由於觀測時需要獲得的是觀察到分光紅移（也就是真實由速度測量的紅移），它變得普遍的使用以亮度為基礎的測光紅移 。這樣的"紅移"，只要星系的類型是已知的，可以用於探測和發現星系在空間的分佈，但是因為圓化的原因在哈伯區線上不能明確的定義出這些點。

## 外部連結
- Probes of Large Scale Structure
- List of galaxy redshift surveys （页面存档备份，存于）